# 弗拉基米尔·伊万诺维奇·克拉夫琴科
弗拉基米尔·伊万诺维奇·克拉夫琴科（烏克蘭語：Володимир Іванович Кравченко；1969年12月22日—）是乌克兰三级跳远运动员。他曾代表乌克兰参加1996年夏季奥林匹克运动会、1997年夏季世界大学生运动会等国际赛事。